# Лире
Лире́ (фр. Lirey) — коммуна во Франции, находится в регионе Шампань — Арденны. Департамент — Об. Входит в состав кантона Буйи. Округ коммуны — Труа.
Код INSEE коммуны — 10198.
Коммуна расположена приблизительно в 150 км к юго-востоку от Парижа, в 95 км южнее Шалон-ан-Шампани, в 16 км к югу от Труа.

## Население
Население коммуны на 2008 год составляло 89 человек.
| 1962 | 1968 | 1975 | 1982 | 1990 | 1999 | 2008 |
| ---- | ---- | ---- | ---- | ---- | ---- | ---- |
| 71   | 77   | 59   | 65   | 93   | 94   | 89   |

## Администрация
| Период | Период | Фамилия       | Партия | Примечания |
| ------ | ------ | ------------- | ------ | ---------- |
| 2001   | 2008   | Даниель Пассе |        |            |
| 2008   |        | Пьер Ба       |        |            |

## Экономика
В 2007 году среди 63 человек в трудоспособном возрасте (15—64 лет) 46 были экономически активными, 17 — неактивными (показатель активности — 73,0 %, в 1999 году было 70,7 %). Из 46 активных работали 45 человек (27 мужчин и 18 женщин), безработной была 1 женщина. Среди 17 неактивных 8 человек были учениками или студентами, 6 — пенсионерами, 3 были неактивными по другим причинам.

## Фотогалерея

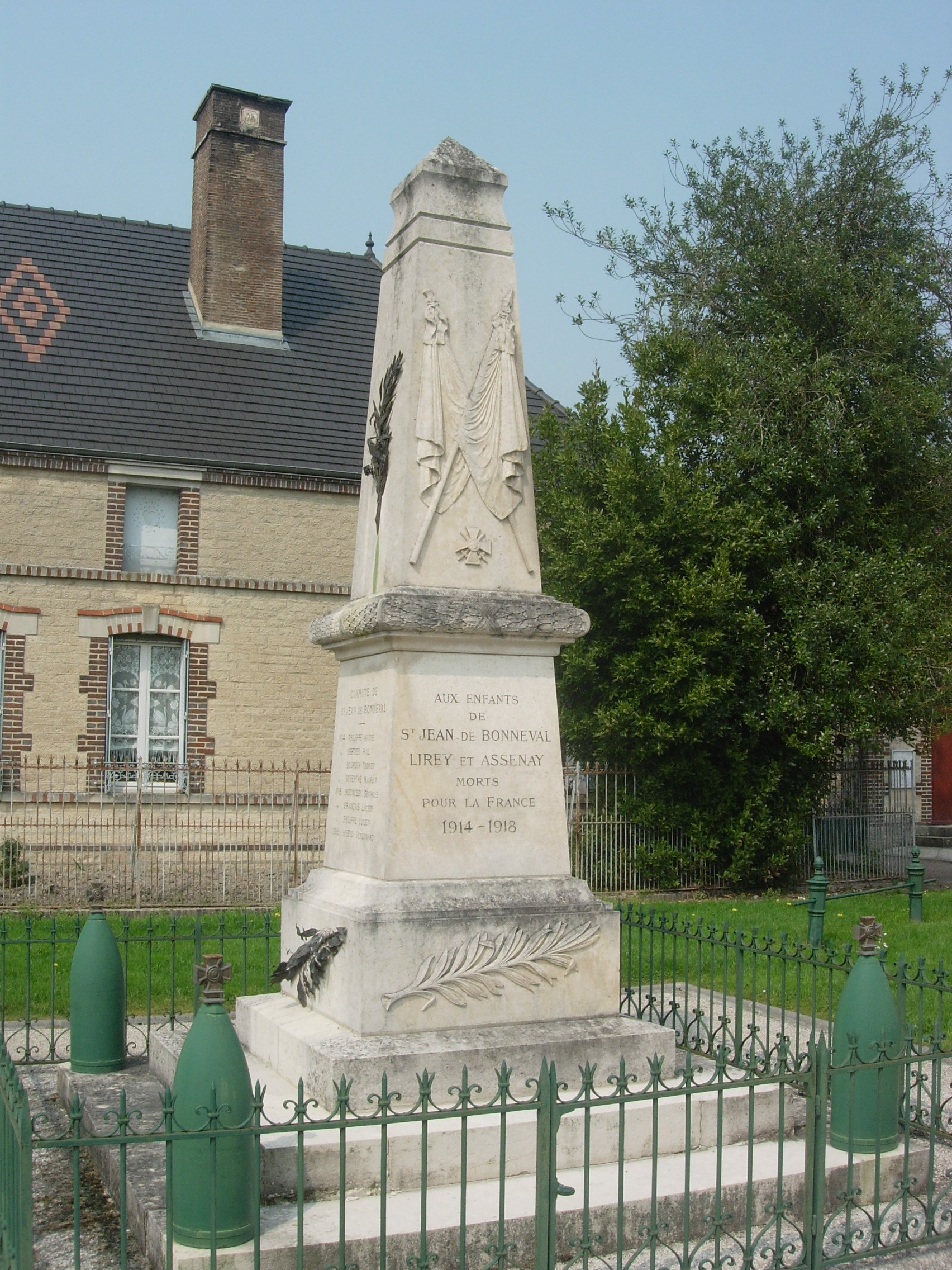
Памятник погибшим в Первой мировой войне
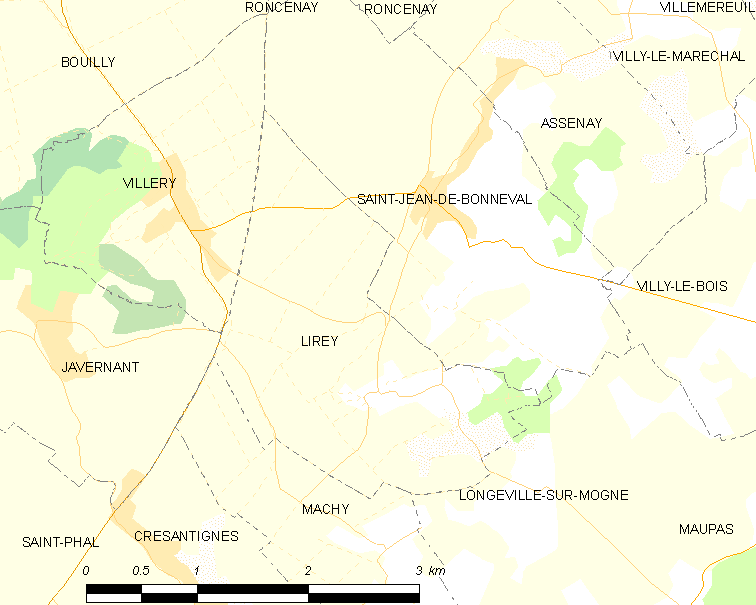
Карта коммуны